# Alexandre Manukula
Pour le joueur français de rugby à XV (première ligne), voir Vitolio Manukula.
Pas d'image ? Cliquez ici

a Compétitions nationales et continentales officielles uniquement.

Dernière mise à jour le 5 juin 2024.
Alexandre Manukula, né le 5 août 1996 en Nouvelle-Calédonie, est un joueur français de rugby à XV évoluant au poste de deuxième ligne.

## Biographie
Né en Nouvelle-Calédonie, Alexandre Manukula est formé à l'URC Dumbéa, commençant la pratique du rugby à XV tardivement vers l'âge de 16 ans. Rapidement repéré notamment en raison de son gabarit peu commun (2,02 m pour environ 130 kg), il est approché par Abraham Tolofua, un ancien joueur encadrant les jeunes joueurs provenant des territoires du Pacifique ; après une période d'essai de six mois, il intègre alors le centre de formation du Stade toulousain en 2014.
Le 23 décembre 2018, il joue son premier match avec l'équipe première du Stade toulousain contre l'ASM Clermont Auvergne au stade Marcel-Michelin.
Le 29 janvier 2019, il signe son premier contrat professionnel avec le club jusqu'en 2022.
Lors de la saison 2019-2020, il est prêté au club voisin du Colomiers Rugby qui évolue en Pro D2.
La saison suivante, il est prêté à un nouveau club, l'Aviron bayonnais, en Top 14.
En mai 2021, il s'engage avec l'US Montauban à partir de la saison 2021-2022.
Peu sollicité avec Montauban durant la première partie de saison 2023-2024, il s'engage en décembre 2023 à Colomiers Rugby comme joker médical.
Il rejoint la saison suivante l'Union sportive dacquoise, signant un contrat de trois années avec le club de Pro D2, palliant ainsi le départ de Matthew Luamanu. Absent lors des premiers matchs de la saison, il intègre rapidement le groupe dacquois.

## Palmarès
- Championnat de France :
  - Vainqueur : 2019 avec le Stade toulousain.